# Sejm nadzwyczajny 1672
Sejm nadzwyczajny 1672 – został zwołany 30 marca 1672 roku do Warszawy. Powtórny uniwersał został wydany 8 maja 1672 roku.
Sejmiki przedsejmowe w województwach odbyły się 27 kwietnia 1672 roku, a sejmiki powtórny dobrzyński 27 maja i powtórny wiszeński 25 maja 1672 roku.  
Marszałkiem sejmu obrano Michała Leona Sokolińskiego, pisarza wielkiego litewskiego. Obrady sejmu trwały od 18 maja do 30 czerwca 1672 roku. 
Sejm został zerwany przez Stanisława Ubysza. 4 lipca 1672 roku wydano uniwersał na sejmiki relacyjne.